# Grzęda (rejon kamionecki)
Grzęda (ukr. Гряда, Hriada) – wieś na Ukrainie, w obwodzie lwowskim, w rejonie szeptyckim (do 2020 w rejonie kamioneckim, do 2024 w rejonie czerwonogrodzkim).
Znajduje tu się przystanek kolejowy Wola Chołojowska, położony na linii Lwów – Kiwerce.